# Самарська-Семидьянова Ольга Олександрівна
О́льга Олекса́ндрівна Сама́рська-Семидья́нова (нар. 10 липня 1973, Запоріжжя, УРСР, СРСР — пом. 3 березня 2022, на рубежі Донецької та Запорізької областей) — військовослужбовець Збройних сил України, бойова медикиня 24 ОШБ «Айдар», загинула у ході російського вторгнення в Україну.

## Життєпис
Ольга Семидьянова народилася 1973 року у місті Запоріжжя. Одружилася в 19-річному віці. У сім'ї народилося п'ятеро дітей. Потім 2008 року з чоловіком переїхала у великий будинок поблизу Марганця, де народилася молодша дочка. Після цього вирішили виховувати прийомних дітей. Тому крім шести своїх дітей (чотири дочки і два сини), до родини взяли також шість прийомних хлопців. Всі вони були досить важкими дітьми. Їм було від 11 років, у кожного психологічна травма з минулого. Так родина Семидьянових одержала статус дитячого будинку сімейного типу.
З початком війни на сході України їздила на передову, рятувала поранених. У 2015 році чоловік Ольги пішов добровольцем в батальйон ДУК «Правий сектор». Наступного року Ольга приєдналася до чоловіка й пішла на фронт разом з донькою Юлією Волковою у батальйон «Айдар».
|  | "Вона була на передовій і рятувала поранених як бойовий медик у третій штурмовій роті. Тільки через два роки в батальйон приїхали фахівці, і таким чином мама отримувала необхідні медичні знання, щоб офіційно займати цю посаду", — згадувала донька. |

3 березня 2022 року на рубежі Донецької та Запорізької областей Ольга Семидьянова зазнала поранення в ділянці живота. Російські війська стріляли з танків та стрілецької зброї, тому екіпірування не врятувало її від поранення — незабаром загинула. Два тижні після смерті її сім'я все ще не може поховати загиблу через запеклі бої.

## Родина
Батько родини — служить у територіальній обороні. Серед дітей старший брат — був на фронті у війні на сході України, а під час російського вторгнення в Україну у територіальній обороні. Інша сестра захищала Україну добровольцем. Молодший брат служить із 2019 року на контракті та захищає Харків. Ще одна сестра служить у поліції в Запоріжжі. Ольга за життя дочекалася онуки Софійки, яка народилася восени 2021 року.

## Нагороди
- Відзнака «За честь і славу» II ступеня — за мужність, героїзм, професіоналізм.
- звання «Мати-героїня»